# Premi de les Lletres Aragoneses
El Premi de les Lletres Aragoneses és un premi literari establit en 2002 per la Diputació General d'Aragó. És considerat el principal premi literari per als escriptors aragonesos. La seva finalita és reconèixer una labor continuada o d'especial notorietat i importància de persones, institucions o ens aragonesos, en els àmbits de la creació i recerca literàries. Des de la seva creació es va establir que tindrà periodicitat anual, i que seria convocat pel Departament competent en matèria de Cultura.

## Origen
Es va instituir l'11 de juliol de 2002, pel decret 235/2002 d'11 de juliol, del Govern d'Aragó. Aquest modificava el decret 253/2001 de 23 d'octubre de 2001 del Govern d'Aragó, que regulava el règim general dels premis a la creació literària («Butlletí Oficial d'Aragó» núm. 132, de 9 de novembre).

## Candidats
Podran ser candidats al premi aquelles persones, institucions o ens aragonesos la labor genèrica dels quals a les àrees de la creació i recerca literàries s'estimi d'especial rellevància i constitueixi un model i testimoniatge exemplar per a la societat aragonesa.

## Dotació
La dotació del Premi de les Lletres Aragoneses consistirà en la quantitat en metàl·lic, indivisible, de 12.000 € i en el lliurament d'un diploma acreditatiu.
El premi se satisfarà amb càrrec a l'aplicació pressupostària 18060/G/4522/226002/91002 del pressupost del Departament d'Educació, Universitat, Cultura i Esport per a l'any en curs.
La concessió d'aquest premi queda condicionada a l'existència de crèdit suficient al pressupost del Departament d'Educació, Universitat, Cultura i Esport per a l'any en curs.

## Candidatures
Les candidatures al Premi de les Lletres Aragoneses 2011 podran ser proposades:
1. Per qualsevol institució acadèmica, científica o cultural.
2. Mitjançant iniciativa pública, que requerirà la presentació d'almenys cent signatures recollides en plecs, on consti amb claredat el nom, nombre de document nacional d'identitat i rúbrica dels signants.
3. Pels membres del Jurado constituït a aquest efecte, en la forma i amb els requisits que més endavant s'indiquen.

Les propostes hauran d'adjuntar necessàriament una succinta biografia de la persona, institució, ens o associació la candidatura de la qual es proposa, i l'exposició dels motius que indueixen a la presentació.

## Jurat
Les candidatures presentades al Premi de les Lletres Aragoneses seran examinades per un Jurat constituït a aquest efecte, que estarà presidit per la Consellera d'Educació, Universitat, Cultura i Esport o persona en qui delegui, i integrat pel Director General de Cultura i cinc vocals designats per aquella entre persones de reconegut prestigi en la matèria objecto del concurs. La composició del jurat es publicarà en el Butlletí Oficial d'Aragó.

## Llista de premiats
| Premi de les Lletres Aragoneses |

| Any  | Autor                               |
| ---- | ----------------------------------- |
| 2001 | Ana María Navales (1939–2009)       |
| 2002 | José Carlos Mainer (1944)           |
| 2003 | Soledad Puértolas Villanueva (1947) |
| 2004 | Jesús Moncada i Estruga (1941-2005) |
| 2005 | Rosendo Tello Aína (1931)           |
| 2006 | Francisco Carrasquer (1915-2012)    |
| 2007 | José María Conget Ferruz (1948)     |
| 2008 | Ramón Gil Novales (1928)            |
| 2009 | José Luis Borau (1929–2012)         |
| 2010 | Ángel Guinda (1948)                 |
| 2011 | Ignacio Martínez de Pisón (1960)    |
| 2012 | José Manuel Blecua Perdices (1939)  |
| 2013 | José Verón Gormaz (1946)            |
| 2014 | Magdalena Lasala (1958)             |
| 2015 | Manuel Vilas (1962)                 |
| 2016 | Agustín Sánchez Vidal (1948)        |
| 2017 | José Luis Corral (1957)             |
| 2018 | Juan Bolea (1959)                   |
| 2019 | Ana Alcolea (1962)                  |
| 2020 | Julián Casanova (1956)              |
| 2021 | Javier Sierra Albert (1971)         |
| 2022 | Félix Teira Cubel (1954)            |